# 科普特禮天主教伊斯梅利亞教區
科普特禮天主教伊斯梅利亞教區（拉丁語：Eparchia Ismailiensis）是埃及一個東儀天主教（科普特禮）教區，屬亞歷山大宗主教區。
成立於1982年12月17日。2009年有7,700名教友、十五個堂區、十五名司鐸。現任教區主教為馬卡里奧斯‧陶菲克。